# Білосніжка (мультфільм, 1933)
«Білосніжка» (англ. Snow-White або англ. Betty Boop in Snow-White) — анімаційний фільм з серії «Бетті Буп», знятий у 1933 році. Хоча режисером мультфільму є Дейв Флейшер, однак всю анімацію виконав Роланд Кренделл. Кренделл отримав можливість працювати над «Білосніжкою» як винагороду за вірність студії, а створений фільм вважається його шедевром і важливою віхою золотого віку американської анімації. Робота над мультфільмом зайняла в аніматора шість місяців.

## Сюжет
Чарівне дзеркало з обличчям, яке нагадує Кеба Келловея, називає Бетті Буп «найпрекраснішою на землі», що шалено злить Королеву (схожу на подружку моряка Попая — Олив Ойл). Бетті приходить до замку Королеви, де її зустрічають охоронці: песик Бімбо та клоун Коко.
Королева наказує Бімбо і Коко відрубати Бетті голову. Зі слізьми на очах, вони прив'язують дівчину до дерева і готуються її стратити, але їм її стає шкода, і вони закопують плаху й сокири у землю (при цьому, вони падають у яму, намагаючись заштовхнути туди знаряддя). Бетті Буп вдається втекти, але вона потрапляє в замерзлу річку, і опиняється у льодовій труні, котра скочується схилом пагорба у будиночок сімох гномів.
Гноми вирішують віднести застиглу Бетті до чарівної печери. В ту пору, Коко і Бімбо випадково потрапляють у ту ж саму печеру, а Королева вирушає за ними. Королева перетворює Коко на гротескну істоту, поки він співає «St. James Infirmary Blues», після чого заморожує і його, і Бімбо. Вирішивши, що всі завади усунуті, лиходійка знову запитує у дзеркала, хто на світі всіх миліший, але дзеркало випускає чарівний димок, повернувши трійцю в нормальний стан і перетворивши Королеву на дракона. Розгніваний монстр мчить за героями, поки Бімбо не схопив його за язик і вивернув навиворіт. Чудовисько тікає, а Бетті, Коко і Бімбо стають в коло і танцюють. На цій сцені фільм закінчується.

## Вплив
Мультфільм був визнаний «культурно значущим» Бібліотекою конгресу США і 1994 року увійшов до Національного реєстру фільмів. У тому же році він потрапив до списку 50 найвизначніших мультфільмів.

## Цікаві факти
- Мультфільм перебуває в суспільному надбанні.
- У «Білосніжці» активно використовується техніка ротокопіювання, винайдена Максом Флейшером[en] у 1914 році.
- Мультфільм був використаний у кліпі Ghostemane — Mercury[1]